# Monika Siegfried-Hagenow
Monika Siegfried-Hagenow (* 1952 in Bergneustadt) studierte Kunstgeschichte, Germanistik, Pädagogik und Sozialpädagogik in Köln und Bonn. Sie arbeitet als freie Journalistin und Dokumentarfilmerin. Sie hat auch Reiseführer, Bildbände und Sachbücher veröffentlicht und wurde 1994 und 1999, mit dem Civis-Medienpreis ausgezeichnet.
2011 erhielt sie  den Medtronic Medienpreis (1. Preis).

## Werke

### Film
- „Anne, Kopf hoch!“ Eine Mutter im Wachkoma, Dokumentarfilm 2002, mit dem Prix Leonardo in Silber ausgezeichnet
- ARD exclusiv: Ein Schnitt für Mohammed. Unterwegs mit dem Beschneider
- Maro Drom. Geschichte einer kölschen Zigeunerfamilie (Dokumentarfilm-Trilogie)
- Die Enkel der Gelatieri Dokumentarfilm arte
- Gelati, gelati! Dokumentarfilm WDR
- Zypern - Die Mauer muss weg Reportage WDR-weltweit
- Und ab nach Deutschland! Als die Italiener kamen Dokumentarfilm
- Heimat ist da, wo du lebst. Als die Griechen kamen Dokumentarfilm
- Fremdländer - Deutschländer. Als die Türken kamen Dokumentarfilm
- Als die Gastarbeiter ins Fernsehen kamen Dokumentarfilm
- Zwischen Wupper und Tigris. Auf der Suche nach Heimat Dokumentarfilm
- Der "Idiotentest". Kampf um den Führerschein Reportage
- Heimat zwischen Wupper und Tigris WDR Cosmo-Reportage
- Christen unterm Halbmond. Zwischen Angst und Hoffnung Dokumentarfilm
- Wie die Talsperren ins Bergische kamen Dokumentarfilm
- Zwillinge in Not. Operation im Mutterleib Dokumentarfilm ARD mit dem Medtronic Medienpreis Mensch - Medizin - Technik ausgezeichnet (1. Preis)
- Wie die Lachse wieder in den Rhein kamen Dokumentarfilm
- Wie Winnetou nach NRW kam Dokumentarfilm
- Wie das Eis ins Ruhrgebiet kam Dokumentarfilm WDR
- Tierisch traurig. Wenn das Haustier stirbt Dokumentarfilm ARD
- Als aus Feinden Freunde wurden. Rheinische Kinder im englischen Paradies Dokumentarfilm
- Kumpel ist Kumpel. Als Deutsche und Franzosen Freunde wurden

### Hörfunk
- Roma heißt Menschen Civis-Medienpreis
- Der Brückenbauer. Oder: Wie europäisch ist die Türkei?
- Kelly, Kultur und Kohle
- RadioFeature: Zu Hause wären wir jetzt schon tot; Ausländer in Deutschland und der Krieg in ihrer Heimat
- „Jetzt sind wir die verdammten Russen“ – Spätaussiedler in Nordrhein-Westfalen; [Feature] ausgezeichnet mit dem Civis-Medienpreis
- Korsika - Die schöne Rebellin Nominiert für den deutsch-französischen Journalistenpreis

### Bücher
- Monika Siegfried-Hagenow: Korsika – Ein Reisebuch; Hamburg: VSA-Verlag, 1991; ISBN 3-87975-551-5
- Ernst H. Ruth, M. Siegfried-Hagenow, Harald R. Fabian: Korsika; München: Bucher, 1994; ISBN 3-76580-862-8
- Klaus Liebe, M. Siegfried-Hagnow: Die Nationen Europas. Griechenland; Illustrationen von Gerhard P. Müller; München: Bucher, 1995; ISBN 3-76581-015-0
- Vista Point Pocket Guide, Korsika; Köln: Vista Point Verlag, 1999; ISBN 3-88973-333-6
- Axel M. Mosler, Klaus Liebe, M. Siegfried-Hagenow: Griechenland; München: Bucher, 2002; ISBN 3-76581-132-7